# USS LST-426
O USS LST-426 foi um navio de guerra norte-americano da classe LST que operou durante a Segunda Guerra Mundial.